# Tyrone Power
Tyrone Edmund Power III (ur. 5 maja 1914 w Cincinnati, zm. 15 listopada 1958 w Madrycie) – amerykański aktor. Był uważany za jednego z największych hollywoodzkich gwiazdorów lat 40. i 50. XX wieku.
8 lutego 1960 otrzymał własną gwiazdę w Alei Gwiazd w Los Angeles znajdującą się przy 6747 Hollywood Boulevard.

## Życiorys
Urodził się w Cincinnati w Ohio z aktorskimi tradycjami jako syn Helen Emmy „Patia” (z domu Reaume) i Tyrone’a Powera Sr., urodzonego w Anglii amerykańskiego aktora. Jego pradziadek, William Grattan Tyrone Power, był irlandzkim aktorem teatralnym. Jego matka była aktorką szekspirowską i trenerką teatralną, co bardzo pomogło mu na początku jego kariery. Miał młodszą siostrę Anne Lavenue (ur. 26 sierpnia 1915, zm. 27 stycznia 1999). W 1915 jego rodzina przeniosła się do Nowego Jorku, a potem do Los Angeles w południowej Kalifornii. Kiedy miał 9 lat jego rozwiedziona matka wraz z nim powróciła do Ohio. Power uczęszczał do szkół katolickich, a w 1931 ukończył publiczną Purcell High School w Cincinnati. 
Po raz pierwszy pojawił się na ekranie u boku ojca jako 11–letni chłopiec w niemym filmie Szkoła dla żon (School for Wives, 1925). W 1931 przeniósł się do Chicago, by wystąpić jako statysta z ojcem w przedstawieniu Kupiec wenecki Williama Shakespeare’a przed jego nagłą śmiercią. Zadebiutował w kinowej roli kadeta Donalda MacKenziego z Akademii Wojskowej w dramacie Tom Brown z Culver (Tom Brown of Culver, 1932). Pracował jako spiker radiowy w Chicago. Pojawił się jako kadet z West Point w musicalu Franka Borzage’a Promenada miłości (Flirtation Walk, 1934) u boku Dicka Powella. W 1935 podpisał siedmioletni kontrakt z 20th Century Studios. Znalazł się w obsadzie westernu przygodowego Northern Frontier (1935) w roli Mountiego, melodramatu Irvinga Cummingsa Matura (Girls’ Dormitory, 1936) jako hrabia Vallais i komedii romantycznej Zakochane kobiety (Ladies in Love, 1936) jako Karl Lanyi z Lorettą Young.
W 1935 trafił na Broadway w roli Leonarda Dobiego w spektaklu Kwiaty lasu. Został dostrzeżony w produkcjach broadwayowskich: Romeo i Julia (1935) jako Benvolio, Świętej Joannie George’a Bernarda Shawa (1936) w roli Bertranda de Poulengeya, John Brown’s Body Stephena Vincenta Benéta (1953) jako kierownik chóru, Ciemność jest wystarczająco jasna Christophera Fry’a (1955) w roli Richarda Gettnera i Powrót do Matuzalema George’a Bernarda Shawa (1958) jako Adam, arcybiskup Yorku, Zozim, Starożytny i wielebny William Haslam.
Był ulubionym aktorem Henry’ego Kinga, który obsadził go w głównych rolach w dwunastu filmach: Trafalgar (Lloyds of London, 1936) w roli Jonathana Blake’a, Szalony chłopak (Alexander’s Ragtime Band, 1938) w roli Alexandra (Rogera Granta), W starym Chicago (In Old Chicago, 1938) w roli szelmowskiego Diona O’Leary’ego, Jesse James (1939) w roli tytułowego bandyty, Jankes w RAF-ie (A Yank in the R.A.F., 1941) jako pilota Tima Bakera, Czarny łabędź (The Black Swan, 1942) w roli kapitana Jamiego Waringa, Szpada Kastylii (Captain from Castile, 1947) jako Pedro De Vargasa, Książę lisów (Prince of Foxes, 1949) w roli Andrei Orsiniego, artystycznego szlachcica, który służy jako żołnierz makiawelicznemu księciu Cezarowi Borgii, Czarna róża (The Black Rose, 1950) w roli Waltera z Gurnie, wydziedziczonego saksońskiego młodzieńca, który zostaje zmuszony do ucieczki z Anglii, Król strzelców z Khyberu (King of the Khyber Rifles, 1953) w roli kapitana Alana Kinga, Siła uczuć (Untamed, 1955) jako Paula Van Riebecka i Słońce też wschodzi (The Sun Also Rises, 1957) na podstawie powieści Ernesta Hemingwaya w roli Jake’a Barnesa z Avą Gardner. 
Światowy sukces zapewniła mu rola Ferdinanda de Lessepsa, twórcy Kanału Panamskiego w melodramacie Allana Dwana Suez (1938). Był brany pod uwagę do roli Ashleya Wilkesa w Przeminęło z wiatrem (1939). Pozycję gwiazdora ugruntowała tytułowa rola w megahicie Roubena Mamouliana Znak Zorro (The Mark of Zorro, 1940). Po tym sukcesie był gwiazdą tzw. „kina rozrywkowego”, grając główną role w melodramacie Roubena Mamouliana Krew na piasku (Blood and Sand, 1941).
W sierpniu 1942, podczas II wojny światowej został pilotem transportowym United States Marine Corps i brał udział w działaniach na południowym Pacyfiku.
Po wojnie powrócił na ekran w roli porucznika Warda Stewarta w melodramacie wojennym Archiego Mayo Zanurzenie alarmowe (Crash Dive, 1943). Najlepsze recenzje zebrał za nietypową rolę wędrownego oszusta Stantona „Stana” Carlisle’a w dreszczowcu noir Edmunda Gouldinga Aleja koszmarów nocnych (Nightmare Alley, 1947). Chociaż pozostał wielką gwiazdą, większość jego powojennej twórczości nie wyróżniała się niczym niezwykłym. Kontynuował znaczącą pracę sceniczną, a także zaczął produkować filmy. Zagrał Larry’ego Darrella, amerykańskiego pilota, który przeżył traumę po doświadczeniach z I wojny światowej i wyrusza w poszukiwaniu transcendentnego sensu swojego życia w dramacie Edmunda Gouldinga Ostrze brzytwy (The Razor’s Edge, 1946), amerykańskiego oficera marynarki Ensigna Chucka Palmera, który utknął na kontrolowanych przez Japonię Filipinach po storpedowaniu jego statku w dramacie wojennym Fritza Langa Amerykańska partyzantka na Filipinach (American Guerrilla in the Philippines, 1950). Wcielił się w postać senatora Deana Edwardsa w konsorcjalnym słuchowisku radiowym Freedom USA (1951–1952). Reżyser Henry Hathaway obsadził go w roli Toma Owensa w westernie Napad w Rawhide (Rawhide, 1951) i tytułowej roli Mike’a Kellsa w filmie szpiegowskim noir Kurier dyplomatyczny (Diplomatic Courier, 1952). Był kandydatem do głównej roli sierżanta Miltona Wardena w Stąd do wieczności i trybuna Marcellusa Gallio w Szacie. Dużą popularnością cieszył się western Rudolpha Maté Karciarz z Missisipi (The Mississippi Gambler, 1953), gdzie wystąpił w roli uczciwego gracza w karty rzeczne Marka Fallona, który wygrywa diamentowy naszyjnik, pamiątkę rodzinną, która ostatecznie przyniesie mu szczęście i tragedię.
W 1956 wystąpił z dużym powodzeniem w roli Dicka Dudgeona w przedstawieniu Uczeń diabła George’a Bernarda Shawa w Opera House w Manchesterie i Winter Garden w Londynie. Sporym uznaniem spotkała się jego rola Leonarda Vole, posadzonego na ławie oskarżonych mordercy w kryminalnym dramacie sądowym Billy’ego Wildera Świadek oskarżenia (Witness for the Prosecution, 1957).

## Życie prywatne
Był biseksualistą. W 1934 relacja uczuciowa łączyła go z aktorem i piosenkarzem Cesarem Romero. W latach 1939–1948 był mężem aktorki Annabelli, a w trakcie małżeństwa miał romans z aktorem Errolem Flynnem. W latach 1949–1956 był mężem aktorki Lindy Christian, z którą miał dwie cóki: Rominę (ur. 1951) i Taryn (ur. 1953). W maju 1958 ożenił się z Debbie Ann Minardos, z którą miał syna Tyrone’a juniora (ur. 1959).

## Śmierć
Zmarł nagle 15 listopada 1958 na zawał serca w wieku 44 lat w mercedesie Giny Lollobrigida, w którym przewożono go do szpitala z planu filmowego w Madrycie w Hiszpanii, gdzie realizował swój najnowszy film Salomon i Królowa Saby w reżyserii Kinga Vidora. Podczas kręcenia sceny pojedynku z George’em Sandersem Power zasłabł doznając zawału i zmarł. Rolę Salomona przejął po nim Yul Brynner. Z udziałem Powera zdążono już wówczas zrealizować połowę filmu, jednak zdecydowano się nakręcić wszystkie sceny od początku z Brynnerem, choć w ujęciach z daleka wciąż widoczny jest Power. Aktora pochowano na Hollywood Forever Cemetery w Los Angeles. Na jego grobie widnieje napis „Good night, sweet prince...” („Dobranoc, słodki książę...”).

## Upamiętnienie
Był jedną z osób, których podobizny widnieją na okładce płyty Sgt. Pepper’s Lonely Hearts Club Band zespołu The Beatles, wydanej w 1967. Jego karykatura występuje również w kreskówce z 1941 roku pt. Hollywood Steps Out z serii Zwariowane melodie.

## Filmografia
- Promenada miłości (1934) jako kadet
- Zakochane kobiety (1936) jako Karl Lanyi
- Lloydowie z Londynu (1936) jako Jonathan Blake
- W starym Chicago (1937) jako Dion O’Leary
- Szalony chłopak (1938) jako Roger „Alexander” Grant
- Maria Antonina (1938) jako hrabia Axel von Fersen
- Jesse James (1939) jako Jesse James
- Znak Zorro (1940) jako Zorro/don Diego de la Vega
- Krew na piasku (1941) jako Juan Gallardo
- Jankes w RAF-ie (1941) jako Tim Baker
- Czarny łabędź (1942) jako Jamie Waring
- Ostrze brzytwy (1946) jako Larry Darrell
- Nightmare Alley (1947) jako Stanton „Stan” Carlisle
- Kapitan z Kastylii (1947; inny tytuł – Szpada Kastylii) jako Pedro De Vargas
- Książę lisów (1949) jako Andrea Orsini
- Czarna róża (1950) jako Walter of Gurnie
- Amerykańska partyzantka na Filipinach (1950) jako chorąży Chuck Palmer
- Napad w Rawhide (1951) jako Tom Owens
- Kurier dyplomatyczny (1952) jako Mike Kells
- Siła uczuć (1955) jako Paul van Riebeck
- Długa szara linia (1955) jako Martin Maher
- Ostatnie akordy (1956) jako Eddy Duchin
- Słońce też wschodzi (1957) jako Jacob „Jake” Barnes
- Świadek oskarżenia (1957) jako Leonard Vole
- Salomon i Królowa Saby (1959) jako Salomon (w niektórych scenach; ujęcia z daleka)

## Nagrody
| Rok  | Nagroda | Kategoria                        | Film                                           |
| ---- | ------- | -------------------------------- | ---------------------------------------------- |
| 1951 | Bambi   | Najlepszy aktor – międzynarodowy | Ta cudowna potrzeba (1948) Książę lisów (1949) |
| 1952 | Bambi   | Najlepszy aktor – międzynarodowy | Czarna róża (1950) Napad w Rawhide (1951)      |